# Art of Anarchy (album)
Art of Anarchy è il primo album in studio del gruppo musicale rock statunitense Art of Anarchy, pubblicato il 2 giugno 2015. È l'unico album della band con il cantante Scott Weiland, che ha preso le distanze dal progetto subito dopo la sua uscita. Questo è stato l'ultimo album registrato da Weiland prima della sua morte, avvenuta il 3 dicembre 2015.

## Tracce
1. Black Rain – 0:45 (Jon Votta, Ron "Bumblefoot" Thal)
2. Small Batch Whiskey – 4:45 (Votta, Scott Weiland)
3. Time Everytime – 4:19 (Votta, Weiland)
4. Get on Down – 4:04 (Votta, Weiland)
5. Grand Applause – 4:45 (Votta, Weiland, Vince Votta)
6. Til the Dust Is Gone – 5:14 (Votta, Weiland)
7. Death of It – 4:12 (Votta, Weiland, Thal)
8. Superstar – 4:11 (Votta, Weiland)
9. Aqualung – 4:05 (Votta, Weiland, Thal)
10. Long Ago – 3:52 (Votta, Weiland)
11. The Drift – 5:08 (Votta, Weiland)

Durata totale: 45:20

## Formazione
- Scott Weiland – voce
- Ron "Bumblefoot" Thal – chitarra
- Jon Votta – chitarra
- John Moyer – basso
- Vince Votta – batteria